# Чапаєво (Нестеровський район)
Чапаєво (рос. Чапаево) — селище Нестеровського району, Калінінградської області Росії. Входить до складу Пригороднього сільського поселення.
Населення —  66 осіб (2015 рік). 

## Населення
| 2002 | 2010 |
| ---- | ---- |
| 87   | ↘66  |